# Пиреш, Жуан Мурса
Жуан Мурса Пиреш (порт. João Murça Pires; 27 июня 1917, Барири , Бразилия — 21 декабря 1994, Сан-Паулу) — бразильский учёный-ботаник, доктор наук (1983).

## Биография
В 1942 году получил образование агронома в Высшей школе сельского хозяйства им. Луиса де Кейруша при Университете Сан-Паулу. В 1945 году начал работать исследователем в Агрономическом северном институте (Instituto Agronômico do Norte), отвечая за создание ботанического отдела и гербария в этом учреждении.
Член Лондонского Линнеевского общества и Бразильской академии наук в Рио-де-Жанейро.  
Дважды занимал пост президента Ботанического общества Бразилии. В 1982 году получил стипендию Гуггенхайма в области наук о растениях. С 1985 по 1988 год работал в Ботаническом саду Нью-Йорка. 

## Научная деятельность
Известен изучением флоры бассейна реки Амазонки. 
Создал гербарий, основал ботаническую секцию в Агрономическом северном институте и кафедру ботаники и гербариев в университете Бразилии. Участвовал в реструктурировании отдела ботаники в Museu Paraense Emílio Goeldi в Белене. Собирал и описывал растения Амазонки.